# ベッリーノ
ベッリーノ（伊: Bellino）は、イタリア共和国ピエモンテ州クーネオ県にある、人口約100人の基礎自治体（コムーネ）。

## 地理

### 位置・広がり

#### 隣接コムーネ
隣接するコムーネは以下の通り。括弧内のFR-04はフランスのアルプ＝ド＝オート＝プロヴァンス県所属を示す。
- アッチェーリオ
- カステルデルフィーノ
- エルヴァ
- ポンテキアナーレ
- プラッツォ
- Saint-Paul(FR-04)

## 行政

### 分離集落
ベッリーノには、以下の分離集落（フラツィオーネ）がある。
- Celle, Chiesa, Pleyne (sede comunale), Prafoucher, Ribiera, Sant'Anna